# Geirfuglasker
Geirfuglasker ("Roca del alca gegant") va ser un illot prop de Reykjanes, a Islàndia.

## Història
Geirfuglasker era una roca volcànica amb vores escarpades excepte en dos punts. Això la va fer en general inaccessible als humans, i va ser l'últim refugi del gavot gegant. En una erupció volcànica de 1830 aquesta roca es va submergir, i els exemplars supervivents del gavot es van traslladar a la veïna Eldey, on van ser caçats per humans. Després un nou Geirfuglasker va aparèixer en el lloc.
Una altra illa del mateix nom es troba a l'est de Surtsey, a les illes Vestman.

## En la literatura
L'illa i la destinació del gavot gegant s'esmenten a The Water-Babies, una novel·la de Charles Kingsley.